# Dariusz Michalczewski

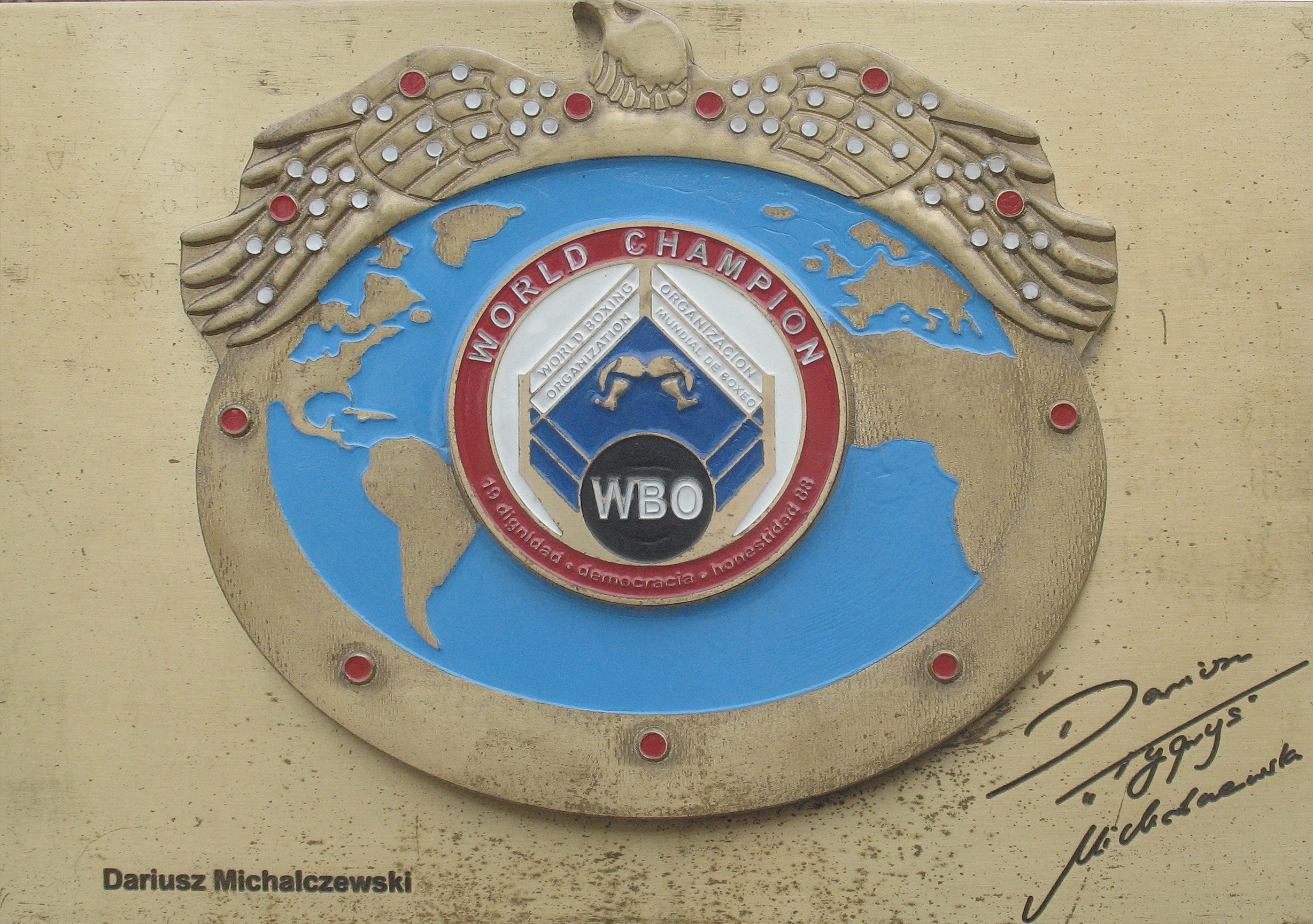
Médaille et autographe de Dariusz Michalczewski

Dariusz Tomasz Michalczewski est un boxeur polonais-allemand né le 5 mai 1968 à Gdańsk.

## Carrière
Champion d'Europe amateur à Göteborg en 1991 dans la catégorie mi-lourds, il passe professionnel la même année et devient champion du monde des mi-lourds WBO le 10 septembre 1994 en battant aux points Leeonzer Barber. Il conserve pendant 9 ans cette ceinture avant d'être battu par Julio César González le 18 octobre 2003.
Michalczewski remporte également au cours de sa carrière les ceintures WBA et IBF lors d'un combat de réunification contre l'américain Virgil Hill le 13 juin 1997 ainsi que la ceinture WBO des lourds-légers face à Nestor Hipolito Giovannini le 17 décembre 1994. Il met un terme à sa carrière après une défaite contre Fabrice Tiozzo le 26 février 2005.